# Padola (torrente)
Il Padola è un corso d'acqua a carattere torrentizio della Provincia di Belluno che nasce a nord-est del passo di Monte Croce di Comelico in territorio altoatesino.
Scorre dapprima in direzione sud-ovest per poi, a valle del suddetto passo, puntare decisamente in direzione sud-est, fino a Santo Stefano di Cadore, dove confluisce nel Piave a quota 900 m.s.l.m.
Principali affluenti sono i torrenti Risena (affluente di destra lungo 4,88 km, sfocia nel Padola a monte dell'omonimo paese) e Digon (più importante, lungo 11,40 km, confluisce da sinistra presso Gera).

## Il cidolo

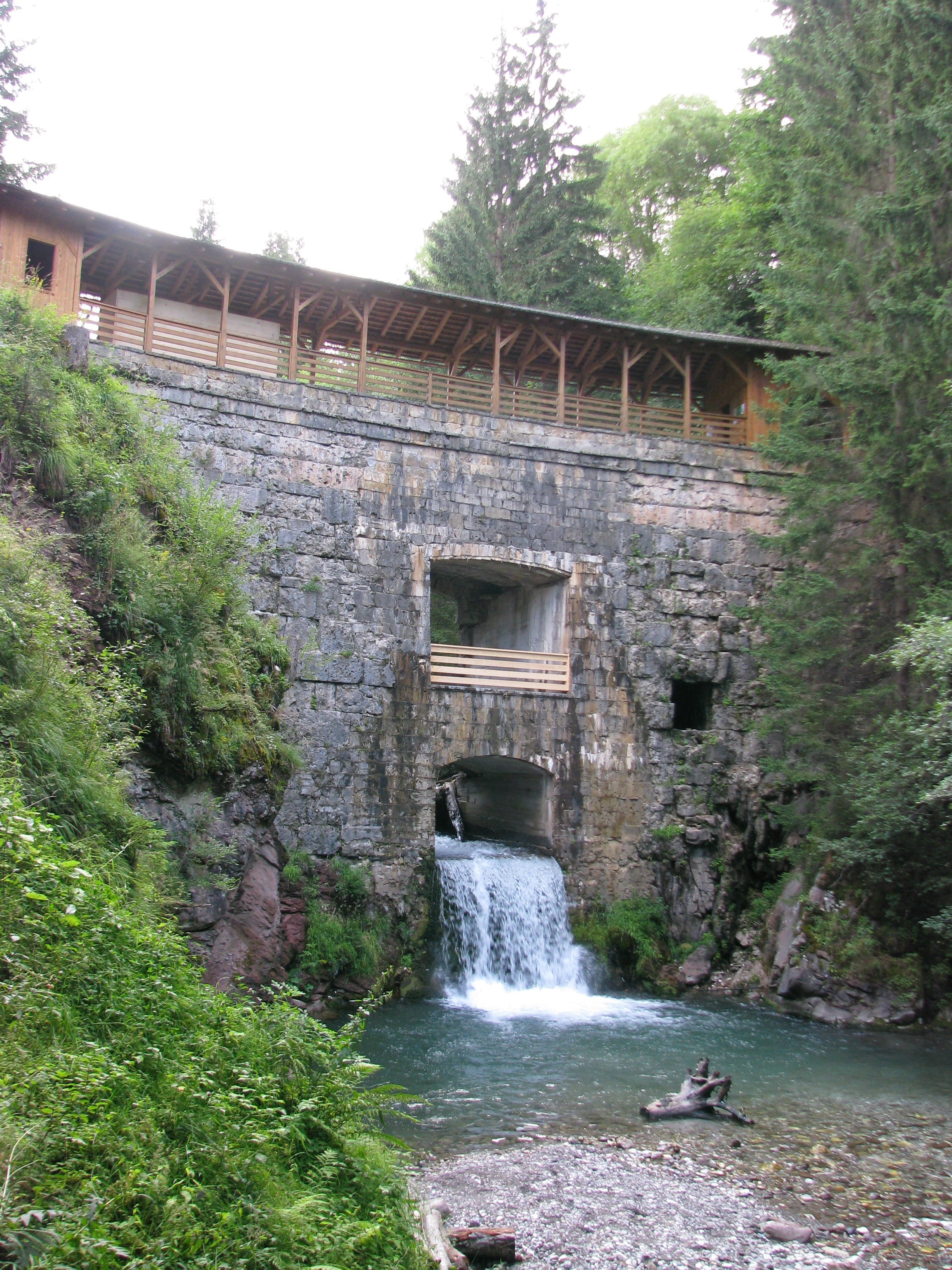
La stua

A valle dell'abitato di Padola vi è costruita una stua, ovvero uno sbarramento artificiale atto a raccogliere il legname che veniva fatto defluire dalle zone dell'Alto Piave verso valle (in particolare Venezia). Si hanno notizie di quest'opera già a partire dal 1521; originariamente era costruito in legno, nel 1818/19 venne ricostruito in pietra.
Questa stua è probabilmente la più antica sorta nel bacino del Piave, sicuramente la più longeva e l'unica ancora esistente.
Un altro cidolo, di maggiore importanza, si trovava a Perarolo di Cadore, luogo strategico in quanto situato alla confluenza del Boite nel Piave (luogo dunque dove convergeva tutto il legname proveniente dall'Ampezzo, dalla val Boite, dal Centro Cadore, dalla val d'Ansiei e dal Comelico).